# Оськино (Рязанская область)
Оськино — деревня в России, расположена в Клепиковском районе Рязанской области. Является административным центром Оськинского сельского поселения.

## Географическое положение
Деревня Оськино расположена примерно в 10 км к востоку от центра города Спас-Клепики. Ближайшие населённые пункты — деревня Захарово к северу, деревня Васино к востоку, деревня Парфеново к югу и деревня Коробово к западу.

## История
Деревня Оскина указана на картах середины XIX века.
В 1905 году деревня входила в состав Спас-Клепиковской волости Рязанского уезда и имела 49 дворов при численности населения 357 чел.

## Население
| 1859 | 1906 | 2010 |
| ---- | ---- | ---- |
| 186  | ↗357 | ↗671 |

## Транспорт и связь
Деревня находится в 500 м севернее трассы Р105 с регулярным автобусным сообщением.
Деревню Оськино обслуживает одноимённое сельское отделение почтовой связи (индекс 391036).